# 2011~2012년 남태평양 사이클론
2011~2012년 난태평양 사이클론은 2011년 7월 1일부터 2012년 6월 30일까지 발생하는 남태평양의 사이클론에 대해 기록한다.

## 활동한 사이클론

### 제1호 열대요란
11월 13일 저녁, 피지 기상청에서 제1호 열대 요란이 피지 수바 지역에서 약 400 km 떨어진 곳에서 발생하였다고 발표했다. 그러나 크게 발달하지 못하고 세력을 유지하다가 11월 17일 저기압으로 약화되어 소멸하였다.

### 제2호 열대저기압
12월 28일 오전, 피지 기상청은 니우에 섬에서 남동쪽으로 약 140km 떨어진 곳에 제2호 열대 요란이 발생하였다고 발표하였다. 강한 수직 윈드 시어에도 불구하고 12월 30일 열대저기압으로 발달하였다. 그러나 곧 열대 요란으로 다시 약화되고 1월 1일에 소멸하였다.

### 제3호 열대요란
1월 7일, 피지 기상청에서는 통가 리푸가 지역에서 남동쪽으로 240km 떨어진 곳에 발생한 열대 요란을 주시하기 시작했다. 약한 윈드 시어 환경에 위치해 있었으나, 구름 모양이 불규칙해지면서 더 이상 발달하지 못하고 다음 날 소멸하였다.

### 제4호 열대저기압
1월 8일, RSMC 나디에서 제4호 열대저기압이 프랑스령 폴리네시아에서 서쪽으로 465 km 떨어진 곳에 발생했다고 발표했다. 그러나 위성 사진을 통해 많이 발달되지 않음을 확인할 수 있었고, 24시간 후 더욱 열대저기압 구조가 흐트러져 1월 9일 윈드시어의 영향으로 소멸하여 RSMC 나디에서 마지막 열대저기압 정보를 발표했다.

### 제5호 열대저기압
1월 7일 저녁, RSMC 나디에서 제5호 열대요란이 발생하였다고 발표했다. 이때 열대요란은 사모아의 아피아(Apia)에서 남동쪽으로 460 km 떨어진 곳에 위치해 있었다.
그리고 1월 8일 열대저기압으로 발달했다. 그러나 더 이상 발달하지 못했고, 결국 1월 10일 RSMC의 마지막 열대저기압 정보에서 열대저기압의 소멸을 발표하였다.

### 제6호 열대저기압
1월 20일, 피지 기상청에서는 제6호 열대 요란의 발생을 발표하였다. 그리고 다음 날 열대저기압으로 발달하였다. 그러나 더 이상 발달하지 못하고 1월 24일 소멸하였다.

### 제7호 열대저기압
RSMC 나디는 1월 26일 바누아투 근처에 열대 요란이 발생하였다고 발표하였고, 1월 29일 열대저기압으로 발달하였다. 그러나 2월 1일, 제7호 열대저기압은 급격히 약화되었고, 온대저기압화가 시작되어 2월 2일 온대저기압으로 변질되면서 RSMC 나디에서는 마지막 열대저기압 정보가 발표되었다.

### 제8호 열대저기압
1월 26일, 열대저기압이 남태평양에서 발생하였다. 그러나 더 이상 발달하지 못하고 1월 27일 RSMC 나디는 마지막 열대요란 정보를 발표했다.

### 제9호 열대저기압
1월 30일, RSMC 나디에서는 바누아투 빌라 항에서 약 250 km 북동쪽으로 떨어진 곳에 제9호 열대저기압이 발생하였다고 발표하였다. 그러나 다음 날 급격히 약화되면서 소멸했다.

### 제10호 열대저기압
2월 2일, RSMC 나디에서는 뉴칼레도니아 동쪽에서 제10호 열대저기압이 발생하였다고 발표했다. 그러나 더 이상 발달하지 못하고 2월 6일 오후, 열대 요란 미만의 세기가 되어 소멸하였다.

### 제1호 사이클론 시릴
2월 5일 RSMC 나디에서는 나디에서 남동쪽으로 310 km 떨어진 곳에서 열대 요란이 발생했다고 발표했다. 같은 날, 피지 섬을 통과하면서 점차 발달하기 시작하여 2월 6일 열대저기압으로 발달하였다. 그러면서 남동진하기 시작하는 동시에 더욱 발달하여 JTWC와 RSMC 나디에서 동시에 열대저기압이 사이클론으로 발달하였다는 열대저기압 정보를 발표했다. 이 사이클론은 이후 "시릴"이라는 이름이 붙여졌다. 사이클론 시릴이 통가를 통과한 후, 2월 7일 10분최대풍속 50 kt를 기록하면서 2등급 사이클론으로 발달하였다.
JTWC에서도 시릴이 1분 최대풍속 55kt를 기록했음을 발표했다. RSMC 나디에서 TCWC 웰링턴 주시 지역으로 이동하기 시작하면서 RSMC에서 열대저기압 정보를 마지막으로 발표했다. 시릴은 계속 남동진하면서 1등급 사이클론으로 약화되었고, 2월 8일 뉴질랜드 웰링턴에서 3,000 km 이상 떨어진 곳에서 온대저기압으로 변질하여 소멸하였다.

이 사이클론은 피지와 통가에 많은 강수량이 기록되었다. 또, 농장과 같은 곳에 미미한 피해와 약간의 홍수가 기록되기도 했다. 

### 제13호 열대저기압
2월 14일 오전, RSMC 나디에서 뉴칼레도니아 누메아(Noumea)에서 북서쪽으로 약 850 km 떨어진 곳에서 약한 윈드 시어의 도움을 받아 제13호 열대저기압이 발생하였다고 발표했다. 그 날동안 열대저기압은 동남동쪽으로, 다음날은 느리게 서남서쪽으로 이동했다. 그러나 2월 17일, 사이클론으로 발달하지 않을 것으로 생각되어 마지막 열대저기압 정보를 발표했다. 이때 이 열대저기압은 오스트레일리아 기상청 감시 관할 구역으로 이동하고 있었다.

### 제14호 열대저기압
3월 15일, RSMC 나디에서 바누아투의 타나 섬에서 남쪽으로 약 525 km 떨어진 곳에서 제14호 열대저기압이 발생하였다. 그러나 다음 날 TCWC 웰링턴 주시 지역으로 이동하였고, 곧 아열대저기압으로 변질되었고, 3월 18일 뉴질랜드 북도에 영향을 주면서 온대저기압으로 변질되어 소멸하였다.

### 제15호 열대요란
3월 19일, RSMC 나디에서 감시 관할 구역의 서쪽 끝에 열대 요란이 발생하였다고 발표했다. 다음날, 빠르게 남동진하면서 뉴칼레도니아의 남동쪽에서 소멸하였다.

### 제3호 사이클론 다프니
3월 31일, RSMC 나디에서 제19호 열대저기압이 과달카날섬의 호니아라(Honiara)에서 남쪽으로 약 410 km 떨어진 곳에서 발생하였다고 발표했다. 이 열대저기압은 서서히 발달했고 4월 2일, 사이클론으로 발달하여 "다프니"(Daphne)라는 이름이 붙여지게 되었다. 사이클론 다프니는 빠르게 남동진하였고 TCWC 웰링턴의 감시 구역으로 이동했다. 다음날, 사이클론이 중위도로 진입하면서 온대저기압으로 변질되어 소멸하였다.
솔로몬 섬을 방문한 관광객들이 나디 국제공항에 몰려서 한때 전력이 중단되기도 했다.

### 제20호 열대요란
4월 9일, RSMC 나디에서 뉴칼레도니아 주변에서 제20호 열대요란이 발생하였다고 발표했다.

## 같이 보기
- 2012년 태풍
- 2011~2012년 오스트레일리아 근해 사이클론
- 2011~2012년 남서인도양 사이클론